# Scarus russelii
Scarus russelii là một loài cá biển thuộc chi Scarus trong họ Cá mó. Loài này được mô tả lần đầu tiên vào năm 1840.

## Từ nguyên
Từ định danh của loài được đặt theo tên của Patrick Russell, bác sĩ phẫu thuật và nhà tự nhiên học người Scotland, người đã mô tả (nhưng không đặt tên) và phác họa loài cá mó này vào năm 1803.

## Phạm vi phân bố và môi trường sống
S. russelii được ghi nhận dọc theo bờ biển Đông Phi trải dài đến vịnh Sodwana của Nam Phi, bao gồm Madagascar và hầu hết các đảo quốc trên Ấn Độ Dương, cũng như bờ biển phía nam Ấn Độ, và từ biển Andaman (thuộc bờ biển Myanmar–Thái Lan) trải dài về phía nam đến quần đảo Cocos (Keeling) và tại đảo Weh (phía bắc Sumatra, Indonesia).
Môi trường sống của S. russelii là các rạn san hô viền bờ ở độ sâu đến ít nhất là 20 m.

## Mô tả
S. russelii có chiều dài cơ thể tối đa được biết đến là 51 cm. Vây đuôi bo tròn ở cá cái, cụt ở cá đực trưởng thành với hai thùy đuôi dài tạo thành hình lưỡi liềm. Cá đực có màu xanh lục lam; nửa thân trước có màu xanh sẫm hơn nửa thân sau. Vảy có các vạch màu cam phớt hồng. Hai bên má có một vùng màu vàng giúp phân biệt chúng với những loài cá mó khác có cùng khu phân bố. Đầu có các vệt màu xanh lục lam băng qua mắt, bao quanh miệng, trên mõm và dưới cằm. Cá cái có màu nâu tím đến nâu đỏ với các dải sọc màu sẫm. Môi màu đỏ với phiến răng trắng.
Số gai vây lưng: 9; Số tia vây ở vây lưng: 10; Số gai vây hậu môn: 3; Số tia vây ở vây hậu môn: 9.
S. russelii là loài chị em với Scarus fuscopurpureus và Scarus schlegeli. Cá cái của ba loài này có kiểu hình khá giống nhau.

## Sinh thái học
Thức ăn của S. russelii chủ yếu là tảo. Chúng kiếm ăn bằng cách dùng phiến răng cạo tảo bám trên đá và san hô. S. russelii trưởng thành thường sống đơn độc và có tính cảnh giác cao, tuy nhiên cũng có thể hợp từng thành nhóm nhỏ gần các rạn san hô.
S. russelii được đánh bắt nhưng chúng không phải loài được nhắm mục tiêu.